# Der Butler (Kurzgeschichte)
Der Butler ist eine Kurzgeschichte des britischen Schriftstellers Roald Dahl (1916–1990). Sie wurde unter dem damaligen englischen Originaltitel The Butler Did It erstmals in  dem amerikanischen Reisemagazin Travel + Leisure vom Mai 1974 veröffentlicht. In späteren Veröffentlichungen hat die Kurzgeschichte den Titel The Butler. Die deutsche Übersetzung Der Butler von Hansgeorg Bergmann wurde 1980 in der Sammlung Ich sehe was, was du nicht siehst herausgegeben. 

## Handlung
Der neureiche George Cleaver zieht zusammen mit seiner Frau in ein elegantes Haus in London. Sie stellen für ein wahnsinniges Gehalt den französischen Chefkoch Monsieur Estragon und den englischen Butler Tibbs ein. Mit diesen beiden Fachkräften wollen die Cleavers als Emporkömmlinge einen höheren gesellschaftlichen Status erreichen. So laden sie gleich mehrmals in der Woche zu Abendgesellschaften mit verschwenderischem Essen ein. Aber die Gesellschaften scheinen trotz des hervorragenden Essens und der fehlerlosen Bedienung nicht so recht zu klappen. Es mangelt an Schwung und guter Stimmung. Der Butler gibt als Grund den billigen, scheußlichen spanischen Rotwein an, der nicht zu so einem hervorragenden Essen passe. Daraufhin lässt Cleaver den Weinkeller mit den teuersten und seltensten Bordeaux-Weinen füllen. Um weiteres Ansehen als Weinkenner zu erlangen, liest er sich etliche Kenntnisse durch Fachbücher an. Tibbs bringt ihm bei, wie man den Wein richtig verkostet. Das erworbene Wissen stellt Cleaver nun vor seinen Gästen zur Schau. Die Gesellschaften werden aber trotzdem nicht besser. Tibbs nennt als Grund den vielen Essig, den der Küchenchef auf Anweisung Cleavers in größerer Menge der Salatsoße hinzufügen lässt. Dadurch können gemäß Tibbs die Gäste den Wein nicht schmecken.
Am selben Abend bezeichnet Cleaver vor den versammelten Gästen die Meinung des Butlers als Quatsch und macht sich über ihn lustig. Dann stellt Cleaver einen vermeintlichen 1945er Château Lafite vor. Daraufhin erklärt der Butler, dass Cleaver gerade in Wirklichkeit wie sonst auch immer den gleichen billigen spanischen Rotwein verkostet hat. Gemäß Tibbs habe Cleaver den wertvollen Bordeaux-Weinen nicht die nötige Ehrfurcht erwiesen, da die regelmäßigen Cocktails vor dem Essen sowie der viele Essig im Salat den Geschmack des Weins verdorben hätten. Dann erklärt der Butler vor dem zornigen Cleaver und der schockierten Gesellschaft, dass er die Weine vorher stets ausgetauscht und zusammen mit Monsieur Estragon genossen habe.
„Der Butler verbeugte sich ... und spazierte zur vorderen Tür des Hauses hinaus auf die Straße, wo Monsieur Estragon schon dabei war, beider Gepäck in dem Kofferraum des kleinen Wagens, den sie sich gemeinsam angeschafft hatten, zu verstauen.“